# Jürgen Wanda
Jürgen Wanda (* 2. Februar 1957 in Herne) ist ein deutscher Sachbuchautor und Rundfunkmoderator.

## Leben
Jürgen Wanda studierte Informatik, Mathematik und Volkswirtschaft an der TU Dortmund, wobei er sich auf Automatentheorie, Kryptographie und Kybernetik spezialisierte.
Er schrieb  Artikel über die Rock- und Popmusik der sechziger und siebziger Jahre in Zeitschriften und Magazinen. Außerdem ist er Autor und Co-Autor von einigen Büchern.
Von 1985 bis 1987 war er freier Mitarbeiter bei Radio F (Radio Franken) in Nürnberg. Seit 2004 konzipiert und präsentiert er eine Sendereihe auf Radio Herne 90.8, in der er neue Platten von Bands und Interpreten aus den Sechzigern und Siebzigern vorstellt, basierend auf der Idee seines Buches Yesterday’s Hero.
Von 1982 bis 1995 unterstützte er die Öffentlichkeitsarbeit für Mungo Jerry in Deutschland.
Von 2010 bis 2014 war er auch beim Mondradio in Herne aktiv.
Er lebt nach langjährigem Aufenthalt in München wieder in Herne.
Seine Artikel erschienen in
- Guckloch (Herne)
- Gorilla Beat (Essen)
- Good Times (Darmstadt)
- Musik-Szene (Hamburg)
- Music Unlimited (Balve)
- Star Cluster Magazin (Balve)
- The Golden Road (Werne)
- Burning Vibes (München)
- Keep on Rocking (UK)
- The Beat Goes On (UK)
- Mun-Go For It (UK)
- Music Breakout (UK)
- A Pictorial History of Gargling (UK)
- Streets Full of People (UK)
- Beatles Unlimited (NL)
- Zabadak (F)
- The Boys in the Band (US)
- Glitzblitz (US)
- It (AUS)

Redaktionelle Mitarbeit bei
- Creative Outlaws – US Underground 1962-1970 (CD und Buch von Tom „Tornado“ Klatt, Trikont, US—0338, 2005)
- Creative Outlaws – UK Underground 1965-1971 (CD und Buch von Tom „Tornado“ Klatt, Trikont, US—0393, 2009)
- Creative Outlaws – D Underground (CD und Buch von Tom „Tornado“ Klatt, in Planung)

Für die Volkshochschule und andere Organisationen hielt er Vorträge über verschiedene Themen:
- G-L-O-R-I-A – Vom Rock ‘n‘ Roll zum Garagen-Punk in den Sechzigern
- Hole in My Shoe – Die magische Spielzeugwelt der englischen Psychedelia
- Children of the Revolution – Glam-Rock – Aufstand und Protest mit Kajal und Lippenstift
- Chirpy Chirpy Cheep Cheep – Zwischen Beat und Disco – Von der Hilflosigkeit im Pop der frühen siebziger Jahre
- Seasons in the Sun – Von der Verzweiflung der One Hit Wonder und Pop aus der Wühlkiste

## Werke
- Blue Guitar – Die Geschichte der Moody Blues (Star Cluster, Balve, 1996, ISBN 3-925005-74-9)
- Blackberry Way – Die Geschichte der Birmingham-Szene um The Move, Electric Light Orchestra, Roy Wood, Jeff Lynne und Steve Gibbons (Star Cluster, Balve, 1996, ISBN 3-925005-78-1)
- Re-Make / Re-Model – Die Geschichte von Roxy Music, Bryan Ferry und Brian Eno (Star Cluster, Balve, 1997, ISBN 3-925005-45-5)
- Yesterday’s Hero – Das Musiklexikon zur Gegenwart der Stars von gestern (Star Cluster, Balve, 2002, ISBN 3-925005-63-3)
- Discographien und Stammbäume 1 (Star Cluster, Balve, 1996, ISBN 3-925005-79-X) (Co-Autor)
- Discographien und Stammbäume 2 (Star Cluster, Balve, 1997, ISBN 3-925005-48-X) (Co-Autor)
- Discographien und Stammbäume 3 (Star Cluster, Balve, 1999, ISBN 3-925005-66-X) (Co-Autor)
- Discographien und Stammbäume 4 (Star Cluster, Balve, 1999, ISBN 3-925005-56-X) (Co-Autor)

## Weblink
- Literatur von und über Jürgen Wanda im Katalog der Deutschen Nationalbibliothek

| Personendaten    | Personendaten                                 |
| ---------------- | --------------------------------------------- |
| NAME             | Wanda, Jürgen                                 |
| KURZBESCHREIBUNG | deutscher Sachbuchautor und Rundfunkmoderator |
| GEBURTSDATUM     | 2. Februar 1957                               |
| GEBURTSORT       | Herne                                         |